# Dipólus (antenna)

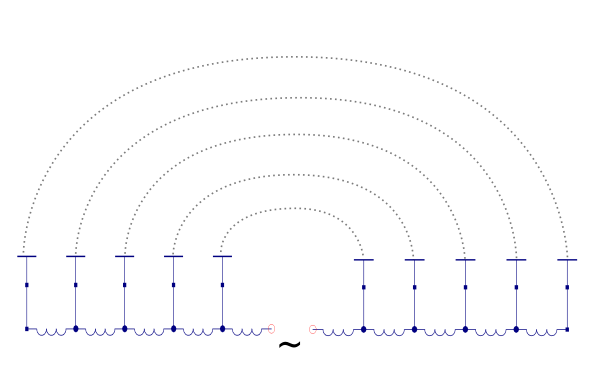
A dipólus mint nyitott rezgőkör

A dipólus szimmetrikus táplálású sugárzó, a betáplálás a sugárzó középpontjában történik oly módon, hogy a két félsugárzót fázisban 180°-kal eltolt váltófeszültséggel tápláljuk. Koaxiális táplálás esetén a kábel és a dipólus közé szimmetrizáló elemet kell bekötni. Szimmetrizálás nélkül a földpontra kötött félsugárzó ellensúlyként működik, ilyenkor 25% jelszintveszteséggel kell számolni. A dipólust, mint nyílt rezgőkört a következőképp képzelhetjük el:
- az induktív komponenst a két félsugárzó hosszának összegéből származtatjuk, mivel az egyenes vezetőnek van induktivitása.
- a kapacitív összetevőt a két félsugárzó felülete között létrejövő szórt kapacitás adja, vagyis ha nyílt rezgőkörként fogjuk fel, akkor a kondenzátor fegyverzetét a két félsugárzó felülete adja.
- rezisztív összetevők: a két félsugárzó ellenállása, sugárzási ellenállás, veszteségi ellenállás

Belátható, hogy pontos kiszámítása meglehetősen számításigényes, hiszen minél pontosabb értéket akarunk számolni, annál több részre kell felbontanunk rendszert.

## Méretezése, tulajdonságai

### Rezonancia a dipóluson
A dipólus akkor van rezonanciában, ha a hossza megegyezik a talppontjára kapcsolt váltófeszültség hullámhosszának felével, vagy annak egész számú többszörösével.
{\displaystyle h_{R}=kn{\frac {\lambda }{2}}}
- hR – rezonáns hossz (m)
- λ – a talppontba táplált váltófeszültség hullámhossza
- n – egész szám
- k – rövidítési tényező

### A dipólus kapacitása
{\displaystyle C={\frac {55.6}{\ln {\frac {(kh)^{2}}{3r^{2}}}}}}
- r – a dipólusvezető sugara (m)
- h – a dipólus hosszúsága (m)
- k – rövidítési tényező
- C – a monopólus kapacitása (pF)

### A dipólus induktivitása
{\displaystyle L_{0}=0.2ln{{\biggl (}{\frac {kh}{r}}{\biggr )}}}
- r – a dipólusvezető sugara (m)
- h – a dipólus hosszúsága (m)
- k – rövidítési tényező
- L – a dipólus induktivitása (μH)

### A dipólus hullámimpedanciája
{\displaystyle Z_{0}={\sqrt {\frac {L}{C}}}}
- L – a dipólus induktivitása (H)
- C – a dipólus kapacitása (F)
- Z0 – a dipólus hullámimpedanciája (Ω)

### A dipólus rövidítése és hosszabbítása
A monopólushoz hasonlóan a dipólus is hosszabbítható vagy rövidíthető, itt azonban mindkét féldipólus talppontjába azonos induktivitású tekercset kell beiktatni. A féldipólusba iktatandó tekercs induktivitása az alábbi módon számítható:
{\displaystyle L_{h}={\frac {{\frac {\lambda Z_{0}}{1886}}ctg{\biggl (}{\frac {360h}{\lambda }}{\biggr )}}{2}}}
- λ – a betáplált feszültség hullámhossza (m)
- h – a dipólus hossza (m)
- Z0 – a dipólus hullámellenállása (Ω)
- Lh – a beiktatandó hosszabbítótekercs induktivitása (μH)

A dipólus rövidítése rövidítőkondenzátorral lehetséges, melyet a dipólus talppontjával párhuzamosan kapcsolunk. Értéke az alábbi módon számítható:
{\displaystyle C_{r}={\frac {530\lambda }{Z_{0}ctg{\biggl (}{\frac {360h}{\lambda }}{\biggr )}}}}
- λ – a betáplált feszültség hullámhossza (m)
- h – a dipólus hossza (m)
- Z0 – a dipólus hullámellenállása (Ω)
- Cr – a rövidítőkondenzátor kapacitása (pF)

### Feszültség és áramviszonyok a λ/2 hosszúságú dipóluson

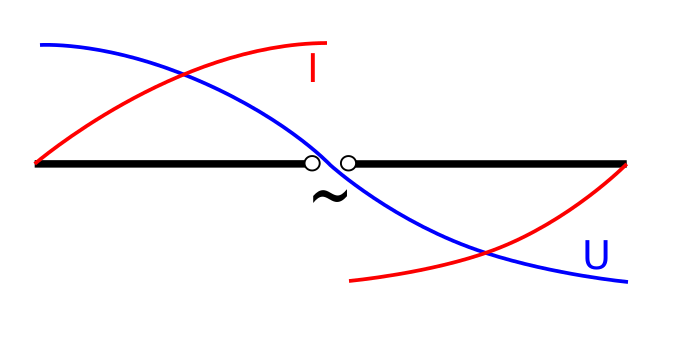
Feszültségcsúcs és áramhas a félhullámú dipóluson

Ha λ/2 hosszúságú dipólust λ hullámhossznak megfelelő frekvenciájú váltóárammal megtápláljuk, akkor kialakul a áramhas és a feszültségcsús. Ekkor van a dipólus rezonanciában. Mivel a dipólust szimmetrikusan kell megtáplálni, ezért a táplálás földfüggetlen váltóárammal történik, vagyis a két féldipólra kapcsolt váltóáram fázisa 180°-kal eltér.
A dipólus vezetőkön a talpponttól távolodva egyre nagyobb feszültséget mérhetünk, a legnagyobb feszültséget a dipólus betáplálásával ellentétes végén mérhetjük. A két feszültség ellentétes irányú.
Az árammal fordított a helyzet, az áram a talppont közelében a legnagyobb, attól távolodva csökken, a monopólus végén pedig már nem folyik áram. Az áramirányok ellentétesek.

## Dipólusból kialakított, gyakorlatban használt antennák
A dipólusból kialakított antennák alapja leginkább a félhullámú dipólus. A dipólus önmagában is használható antennaként, vízszintesen elhelyezve iránysugárzóként, függőlegesen elhelyezve pedig körsugárzóként alkalmazható.

#### Egyelemes dipólusok
- félhullámú dipól
- csökkentett méretű dipól
- inverted V
- hajlított dipólus
- kördipólus
- Hertz-féle dipólus

#### Több dipólusból összekapcsolt antennarendszerek
- emeletes dipól
- dipólfüggöny (pl. orosz fakopáncs)

#### Parazitasugárzós antennák
- Yagi antennák
- Emeletes yagi